# Jørn Dohrmann
Jørn Dohrmann (Kolding, 9 januari 1969) is een Deens politicus voor de Dansk Folkeparti.

## Politieke loopbaan
Van 2001 tot 2014 was hij lid van de Folketing, en in 2014 werd hij gekozen tot lid van het Europees Parlement. In het Europees Parlement was hij lid van de Commissie milieubeheer, volksgezondheid en voedselveiligheid (2014–2017) en de Commissie landbouw en plattelandsontwikkeling (2017–2019). Voorts was hij de voorzitter van de Delegatie voor de betrekkingen met Zwitserland en Noorwegen, in de Gemengde Parlementaire Commissie EU-IJsland en in de Gemengde Parlementaire Commissie van de Europese Economische Ruimte.
In 2019 werd Dohrmanns parlementaire immuniteit opgeheven, omdat hij door de Deense openbaar aanklager verdacht werd van 'het onrechtmatig uitoefenen van dwang, het wederrechtelijk beschadigen van een goed dat aan een ander toebehoort en een poging tot het wederrechtelijk gebruiken van een goed dat aan een ander toebehoort'. Hij zou in 2017 de camera hebben ingenomen van een cameraman die voor een televisiedocumentaire opnames maakte van zijn huis, gedreigd hebben deze kapot te gooien, en deze hebben beschadigd. Dohrmann ontkende de beschuldigingen.
Dohrmann was geen kandidaat bij de Europese Parlementsverkiezingen van 2019.